# Mitraces

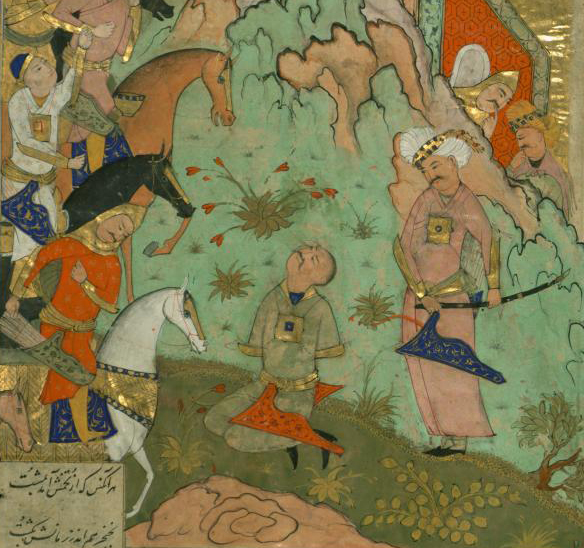
Ilustração de Épica dos Reis de prestes a executar Mitraces

Mitraces (em grego: Μιθράκης; romaniz.: Mithrákēs; m. 222) foi uma dinasta parta, governante de Abarsas e Jarom no início do século III. Era filho de Anoxaguezatã e pertencia a uma família cuja descendência remontava aos caiânidas. Foi derrotado e morto em 222 durante um confronto com o primeiro xá do Império Sassânida, Artaxer I (r. 224–242). Teve uma filha chamada Curdezade, que mais tarde se casou com o filho de Artaxer, Sapor I (r. 240–270), e lhe deu Hormisda I. 

## Nome
Mitraces é a forma grega do parta e persa médio Mitraque (Mitrak, Mitrak-y), que derivam do persa antigo Miθraka. Deu origem no árabe e persa novo a Miraque (مهرک, Mihrak).